# 舟入南停留場

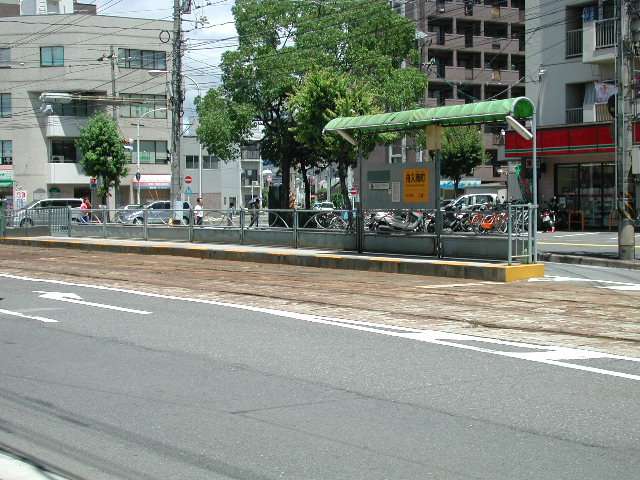
翻新前的江波方向月台（2007年）

舟入南停留場（日语：／ Funairi-minami teiryūjō */?），又稱舟入南電車站，是位於廣島縣廣島市中區舟入南四丁目和五丁目，廣島電鐵江波線的電車站。車站編號為E5。

## 歷史
此電車站是在1944年（昭和19年）6月，江波線舟入本町至此電車站之間開通之際啟用。當時為江波線的終點站。當初此電車站名稱為舟入南町停留場。但是在翌年的1945年（昭和20年）8月6日，廣島市被投下原子彈，使江波線全線不能通行。
在1947年（昭和22年）11月，江波線全線重開，此電車站名稱改名為江波口停留場（日语：／）。在1954年（昭和29年），江波線再度延長，新的江波口停留場（現時：江波停留場）啟用，此電車站改名為Ground口停留場（日语：／）。該「Ground」是指位於西區觀音新町的廣島縣綜合Ground。在1960年（昭和35年），電車站名稱再次改回舟入南町。在2019年（平成31年），此電車站改名為舟入南停留場，廣島電鐵以「名稱是取自所在町名」的原因因而改名。
- 1944年（昭和19年）6月20日 - 江波線舟入本町至此電車站開通，此電車站啟用。當時電車站名為舟入南町停留場[3]。
- 1945年（昭和20年）8月6日 - 廣島市被投下原子彈，使江波線不能通行[3]。
- 1947年（昭和22年）11月1日 - 江波線重開，同時此電車站改名為江波口停留場[3]。
- 1954年（昭和29年）1月[5] - 江波線延長至新「江波口停留場」[2][3]。此電車站改名為Ground口停留場[3]。
- 1960年（昭和35年）起 - 此電車站改名為舟入南町停留場[3]。
- 2002年（平成14年） - 隨著舟入南6丁目路口進行工程，上行月台向北邊遷移至廣島市道霞庚午線（日语：広島市道霞庚午線），下行電車站月台擴寬並加設上蓋。
- 2013年（平成25年）2月15日 - 9號線路線從八丁堀延長至江波，9號線開始停靠此電車站。
- 2014年（平成26年）2月 - 舟入南6丁目路口至廣電江波終點前路口之間進行道路擴寬工程。因此翻新了舟入南町電車站（下行），擴寬了月台，同時月台上蓋覆蓋至整個月台。
- 2019年（平成31年）4月1日 - 此電車站改名為舟入南停留場[4]。

## 電車站構造
電車站是建造在共用行車道上。電車站設有2面2線的相對式低地台月台（千鳥式月台），路線向南北兩邊延伸。兩月台之間設有路口。路口北邊是土橋方向的上行月台，南邊是江波方向的下行月台。
兩月台均可容納接掛電車。

### 運行系統
此電車站是江波線電車站之一。6、8、9系統會駛入此站。
| 上行月台 | 6號線                 | 前往廣島站 |
| 上行月台 | 8號線                 | 前往橫川站 |
| 上行月台 | 9號線                 | 前往白島   |
| 下行月台 | 6號線 · 8號線 · 9號線 | 前往江波   |

## 電車站周邊
- 廣島縣立廣島商業高等學校
- 廣島市立江波中學（日语：広島市立江波中学校）
- 舟入神社
- 廣島直升機坪（前廣島西飛行場）
- MARINA HOP（日语：マリーナホップ）
- Boat park廣島

## 相鄰電車站
廣島電鐵
■江波線
舟入川口町（E4）－舟入南（E5）－江波（E6）

## 注腳
1. ↑  《広電が走る街 今昔》113-114頁
2. 1 2 3 4 5 6  今尾惠介（監修）. . 11 中国四国. 新潮社. 2009: 38. ISBN 978-4-10-790029-6.
3. 1 2 3 4 5 6 7 8 9  《広電が走る街 今昔》150-157頁
4. 1 2   (新闻稿). 広島電鉄. 2019-02-19  [2019-07-15]. （原始内容存档于2019-02-20） （日语）.
5. ↑  《広電が走る街 今昔》、《日本鐵道旅行地圖帳》指出是1月8日，《広島電鉄開業100年・創業70年史》433頁指出是1月7日。
6. 1 2  川島令三. . 【図説】 日本の鉄道. 第7巻 広島エリア. 講談社. 2012: 15・84頁. ISBN 978-4-06-295157-9 （日语）.
7. 1 2  川島令三.  中国篇 2. 草思社. 2009: 103・108頁. ISBN 978-4-7942-1711-0.

## 外部連結
- 舟入南 | 電車情報：電停指南 （页面存档备份，存于）（日語） - 廣島電鐵